# Annetta (Texas)
Annetta è una città degli Stati Uniti d'America, situata nello Stato del Texas, nella Contea di Parker.